# Carmenta suffusata
Carmenta suffusata là một loài bướm đêm thuộc họ Sesiidae. Nó được miêu tả bởi Engelhardt năm 1946. Nó được tìm thấy ở miền nam Bắc Mỹ, bao gồm Florida, Oklahoma và Kansas.